# Sumbermalang
Sumbermalang is een bestuurslaag in het regentschap Bondowoso van de provincie Oost-Java, Indonesië. Sumbermalang telt 2680 inwoners (volkstelling 2010).